# Mistrzostwa Ameryki Północnej, Środkowej i Karaibów kadetów w piłce siatkowej
Mistrzostwa Ameryki Północnej, Środkowej i Karaibów kadetów w piłce siatkowej (ang. NORCECA U-19 Boy’s Volleyball Championship lub Boys' Youth NORCECA Volleyball Championship) – międzynarodowy turniej siatkarski, w którym biorą udział męskie reprezentacje narodowe U-19 federacji należących do NORCECA. Pierwsze mistrzostwa odbyły się w 1998 roku na Dominikanie. Od tego czasu odbywają się co dwa lata.
Podczas dotychczas rozegranych siedmiu turniejów pięć reprezentacji sięgało po tytuł. Najbardziej utytułowanymi zespołami są Kuba i Portoryko, które wygrywały dwukrotnie.

## Medaliści
| Rok  | Gospodarz         | 1. miejsce        | 2. miejsce        | 3. miejsce        |
| ---- | ----------------- | ----------------- | ----------------- | ----------------- |
| 1998 | Dominikana        | Dominikana        | Meksyk            | Portoryko         |
| 2000 | Meksyk            | Meksyk            | Portoryko         | Kanada            |
| 2002 | Dominikana        | Portoryko         | Stany Zjednoczone | Meksyk            |
| 2004 | Meksyk            | Kuba              | Kanada            | Meksyk            |
| 2006 | Dominikana        | Portoryko         | Stany Zjednoczone | Kuba              |
| 2008 | Stany Zjednoczone | Stany Zjednoczone | Portoryko         | Meksyk            |
| 2010 | Meksyk            | Kuba              | Stany Zjednoczone | Portoryko         |
| 2012 | Meksyk            | Kuba              | Meksyk            | Stany Zjednoczone |
| 2014 | Stany Zjednoczone | Stany Zjednoczone | Kuba              | Meksyk            |

## Klasyfikacja medalowa
| Lp.   | Państwo           | Złoto | Srebro | Brąz | Razem |
| ----- | ----------------- | ----- | ------ | ---- | ----- |
| 1     | Kuba              | 3     | 1      | 1    | 5     |
| 2     | Portoryko         | 2     | 2      | 2    | 6     |
| 3     | Stany Zjednoczone | 2     | 3      | 1    | 6     |
| 4     | Meksyk            | 1     | 2      | 4    | 7     |
| 5     | Dominikana        | 1     | 0      | 0    | 1     |
| 6     | Kanada            | 0     | 1      | 1    | 2     |
| Razem | Razem             | 9     | 9      | 9    | 27    |